# Who Invited Them – Lass sie nicht rein
Who Invited Them – Lass sie nicht rein ist ein US-amerikanischer Horrorfilm von Duncan Birmingham aus dem Jahr 2022.

## Handlung
Das junge Pärchen Adam und Margo ist vor kurzem in die Hollywood Hills gezogen. Zusammen mit ihren Arbeitskollegen feiern die beiden in ihrem neuen Haus eine Einweihungsparty. Ihr Sohn Dylan hat seit dem Einzug Alpträume, weshalb er an diesem Abend bei Bekannten übernachtet. Nachdem die Gäste gegangen sind, bemerken Margo und Adam, dass ein Pärchen auf ihrer Party war, welches keiner von beiden zu kennen scheint. Als Margo in die Küche geht, wird sie beim Schließen der Kühlschranktür von dem fremden Mann erschreckt. Er und seine Begleiterin stellen sich als Tom und Sasha vor, welche in der Nachbarschaft wohnen. Die beiden Pärchen lernen sich besser kennen. Während Tom und Adam ein Gespräch über den Mord führen, der sich vor einigen Jahren in diesem Haus zugetragen hat und der Grund für den günstigen Erwerb war, bringt Sasha Margo dazu, Kokain zu nehmen. Nach mehreren Dinks stellen sie schließlich fest, dass der Hamster von Dylan aus seinem Käfig verschwunden ist. Schließlich findet Margot ihn in ihrem Drink.
Mit dem zunehmenden Alkoholpegel und durch den Einfluss von Sasha und Tom kommt es zu einem Streit zwischen Margo und Adam, welchen sie jedoch nach einem Gespräch klären können. Margo und Adam sind sich einig, dass sie gerne zu Bett gehen würden und bitten ihre Gäste höflich darum, das Haus nun zu verlassen. Doch das Pärchen schweift ab und sucht neue Themen, um weiterhin im Haus zu bleiben. Nachdem Adam Tom mit einer leeren Bierflasche auf den Kopf schlägt, verlassen Tom und Sasha schließlich das Haus.
Sasha hat jedoch ihren Ohrring im Haus vergessen, weshalb Adam den beiden zu ihrem Haus folgt, um ihn ihr zu übergeben. In der Zwischenzeit findet Margo Markierungen im begehbaren Kleiderschrank, welche darauf hindeuten, dass Sasha und Tom ihre Kindheit in diesem Haus verbracht haben und sie die beiden Zwillinge waren, deren Eltern sich im Haus gegenseitig ermordet haben.
Als Adam das Haus der Nachbarn erreicht, öffnet Tom die Tür. Er hat die Tür nicht ganz geöffnet und schaut nervös um sich, während Adam im Hintergrund unterdrückte Hilfeschreie hören kann. Daraufhin schlägt Tom Adam nieder, fesselt und knebelt ihn und bringt ihn ins Wohnzimmer, wo die echten Hausbesitzer ebenfalls gefesselt und geknebelt sitzen. Sasha und Tom offenbaren nun ihre wahre Identität und töten das Ehepaar in Adams Anwesenheit.
Margo, welche nun auch die Wahrheit über die beiden kennt, stürmt zum Nachbarhaus, um ihren Mann zu retten, findet dort jedoch nur die Leichen der Hausbesitzer vor. Teeny, welche nach dem Verlassen der Einweihungsparty ein schlechtes Gefühl hatte, da sie Tom beim Spionieren im Haus gesehen hat, trifft bei den Häusern ein. Dabei sticht Tom ihr mit einem Messer in die Brust, jedoch kann Teeny mit ihrem Gewehr im Kofferraum noch einen Schuss auf eine Männersilhouette in der Dunkelheit abgeben. Sie trifft Adam mit einer Kugel, der daraufhin zu Boden sinkt und einige Sekunden später von Margo so aufgefunden wird.
Einige Wochen später ist wieder der Alltag bei Adam und Margo eingekehrt. Dylan scheint nun keine Albträume mehr zu haben, was beide beruhigt. Der Film endet damit, dass Adam Margot fragt, ob sie die Schallplatte aufgelegt hat. Ihm fällt dabei auf, dass die Schallplatte vorher einen kleinen Defekt hatte, der nun verschwunden ist. Neben dem Plattenspieler steht ein halbvolles Glas mit alkoholischem Inhalt, was die Anwesenheit von Tom andeutet.

## Synchronisation
Die deutschsprachige Synchronisation entstand nach einem Synchronbuch von Nicola Ditter unter der Dialogregie von Sven Riemann und René Hofschneider im Auftrag der Legendary Units GmbH.
| Rolle               | Darsteller         | Synchronsprecher       |
| ------------------- | ------------------ | ---------------------- |
| Adam                | Ryan Hansen        | Adam Nümm              |
| Margo               | Melissa Tang       | Lisa Müller            |
| Tom                 | Timothy Granaderos | Heinrich Bennke        |
| Sasha               | Perry Mattfeld     | Nicola Ditter          |
| Teeny               | Tipper Newton      | Anja Rybiczka          |
| Sanae               | Satomi Tezuka      | Karoline Vogel         |
| Frank               | Barry Rothbart     | Nico Selbach           |
| Brooke              | Avital Ash         | Dana Kröhnert          |
| Barbara             | Judy Kain          | Gundula Köster         |
| Phil                | Allan McLeod       | Kevin Michael Sprenger |
| Ryan                | Zeke Nicholson     | Benjamin Plath         |
| Lily                | Claudia Choi       | Franziska Kruse        |
| Neil                | Christopher Chen   | Sebastian Liebich      |
| Nachrichtensprecher |                    | Sebastian Liebich      |

## Rezeption
Der Film erhielt überwiegend ausgeglichene Kritiken und erzielte bei IMDb eine durchschnittliche Bewertung von 5,5 der möglichen 10 Punkte. Auf Rotten Tomatoes konnte der Film bereits 80 Prozent der Kritiker überzeugen. Das Lexikon des internationalen Films urteilt: „Ein Home-Invasion-Thriller, der nicht genug Ideen entwickelt, um die Dynamik zwischen seinen vier Figuren auf Spielfilmlänge spannungsvoll zuzuspitzen.“